# 沙萨尼
沙萨尼（法語：Chassagny，法語發音：[ʃasaɲi]）是法国罗讷省的一个旧市镇，属于里昂区。2018年，沙萨尼与临近的2个市镇合并为新市镇博瓦隆。

## 地理
沙萨尼（45°36'23"N, 4°43'56"E）面积9.33 平方千米，位于法国奥弗涅-罗讷-阿尔卑斯大区罗讷省，该省份为法国中东部省份，北起顺时针与索恩-卢瓦尔省、安省、里昂大都会、伊泽尔省和卢瓦尔省接壤。
与沙萨尼接壤的市镇（或旧市镇、城区）包括：圣昂代奥勒堡、圣洛朗达尼、日沃尔、蒙塔尼、莫尔南。

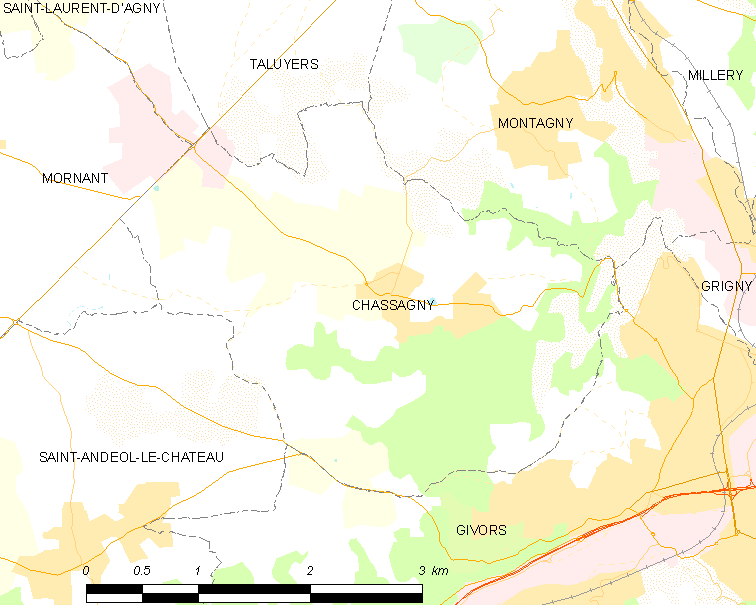
沙萨尼的OSM定位图

沙萨尼的时区为UTC+01:00、UTC+02:00（夏令时）。

## 行政
沙萨尼的邮政编码为69700，INSEE市镇编码为69048。

## 政治
沙萨尼所属的省级选区为奥宗河畔圣桑福里安县。

## 人口

1962-2008年间沙萨尼人口变化图示

沙萨尼于2018年1月1日时的人口数量为1311人。